# Berčevac
Berčevac (en serbe cyrillique : Берчевац) est un village de Serbie situé dans la municipalité de Preševo, district de Pčinja. En 2002, il comptait 19 habitants, dont 18 Albanais (94,73 %).
En septembre 2011, l'assemblée des députés albanais de Preševo, Bujanovac et Medveđa a incité les Albanais de Serbie à boycotter le recensement prévu pour le mois d'octobre de cette année-là ; de ce fait, aucun chiffre de population n'a été communiqué pour les localités de la municipalité de Preševo.

## Démographie
| 1948 | 1953 | 1961 | 1971 | 1981 | 1991 | 2002 |
| ---- | ---- | ---- | ---- | ---- | ---- | ---- |
| 217  | 214  | 223  | 163  | 15   | 38   | 19   |

|  |